# جوناثان جوزيف
جوناثان جوزيف (بالإنجليزية: Jonathan Joseph)‏ هو لاعب اتحاد الرغبي بريطاني، ولد في 21 مايو 1991 في دربي في المملكة المتحدة.

## وصلات خارجية
- جوناثان جوزيف على موقع دوري الرغبي الممتاز (الإنجليزية)
- جوناثان جوزيف عل موقع إسبنسكروم (الإنجليزية)
- جوناثان جوزيف على موقع ItsRugby.co.uk (الإنجليزية)